# ドミノ倒し

ドミノ倒し（動画）

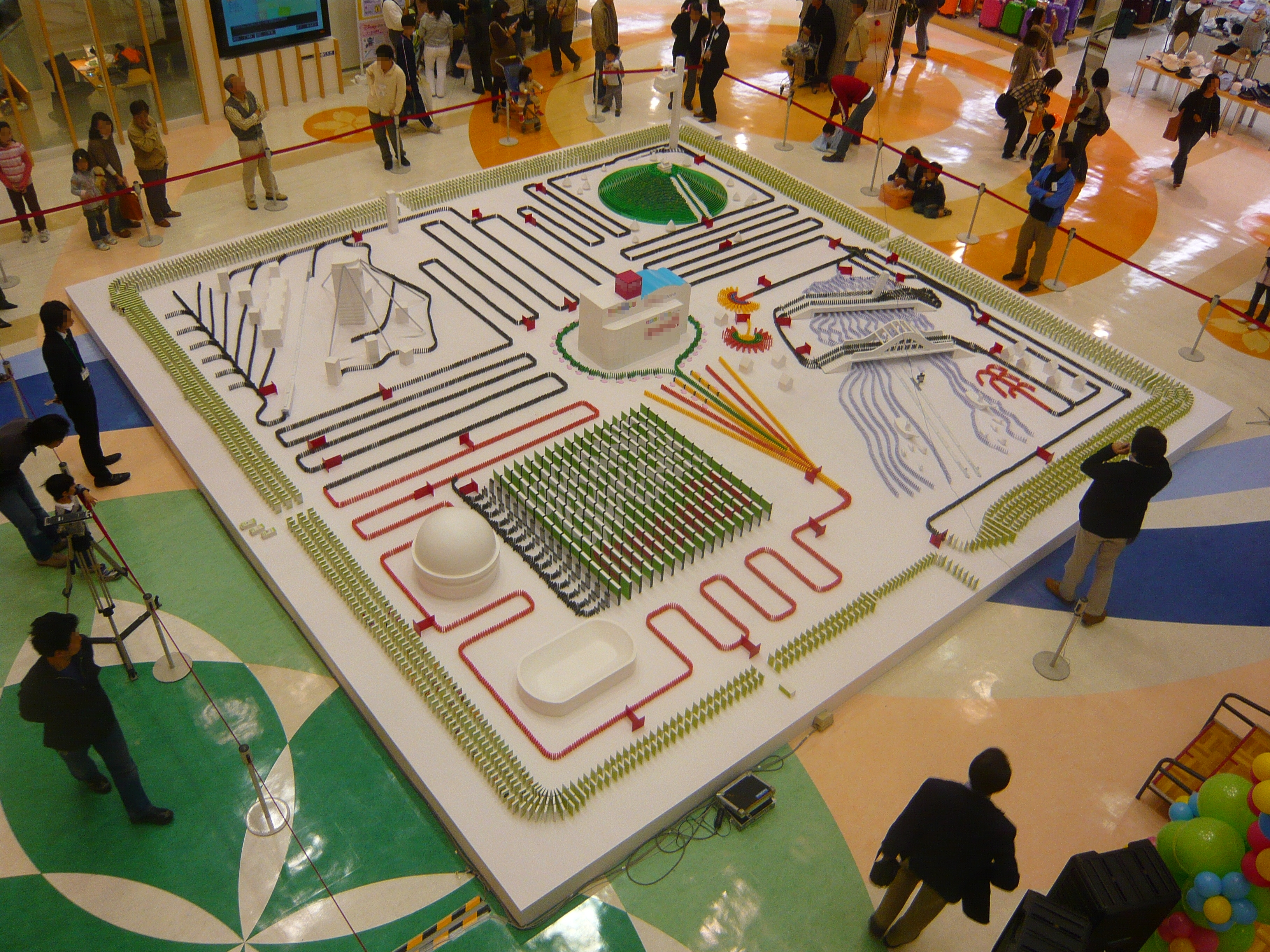
ドミノ倒しのイベント
（岐阜市のマーサ21にて）

ドミノ倒し（ドミノたおし）は、ドミノで使われるドミノ牌を使った遊戯。
まず、ドミノ牌を立て並べて列を作り、この列の端にある牌を倒す。倒されたドミノ牌は隣の牌を倒し、倒された牌はさらに隣の牌を倒す。この連鎖ですべてのドミノ牌が倒されることになる。途中で倒れないようにドミノ牌を並べ上げる達成感や、牌が倒れる様子の美しさなどを楽しむ遊びである。
16世紀にヨーロッパで生まれたが、最初は倒すのでは無く、並ぶ形で宮廷の人々に楽しまれていた。
1980年代より多数の牌を使い複雑なパターンを作り、シーソーや滑り台などの特異な仕掛けを組み込んだものが、テレビなどでショーとして取り上げられるようになった。
なお、将棋倒しは同じような遊びであり、ドミノ牌ではなく将棋の駒を用いる。

## ルール
ギネス・ワールド・レコーズに載っているドミノ倒しの国際ルールは、次の通り。
- スタート地点でのたった1回のドミノタッチでどれだけのドミノを1度に倒せるのか。
- 途中でドミノが止まってしまうと、そこまでの倒れた総数で決定する。
- 途中に仕掛けや、色つきドミノを使ってモザイク画として並べ、一気に個数を稼いでも構わない。

## 世界記録

### 団体
- 2009年11月13日 - オランダで記録された449万1863個（後述のドミノ・デーにて）[1]。

### 個人
- 2011年12月31日 - 北京で劉楊（Liu Yang、中国）によって記録された32万1197個[2]。

### 日本個人記録
- 2015年5月10日 - 忘れらんねえよの柴田隆浩（Vo, G）によって記録された6万個。

1人で8日間かけて6万個のドミノを並べ、ソニンが持っていた5万4600個の記録を突破し日本国内の個人記録を更新した。

## テレビ番組
ドミノ・デー（オランダ）
1998年から2009年まで年1回放送された特別番組。世界記録を更新し続けた。
木曜スペシャル（日本テレビ）
世界記録への挑戦として何度か放送。
ギミア・ぶれいく（TBS）
世界記録への挑戦として何度か放送。
27時間テレビ（フジテレビ）
1998年〜2000年に放送。2001年にも内村光良が扮する笑う犬のキャラクター「大嵐浩太郎」によるドミノ倒し企画が予定されていたが、放送中に明石花火大会歩道橋事故が発生した影響で急遽中止となった。
24時間テレビ 「愛は地球を救う」（中京テレビ）
中京テレビローカル枠内で愛知県の日本福祉大学の学生がドミノコースを作るチャリティー企画を2000年から実施。
アメリカズ・ゴット・タレント（アメリカ）
2011年放送の第6シーズンに、The Kinetic Kingと名乗るコンテスタントがドミノ倒し仕立てのキネティック・アートで参加した。

## ドミノ倒しが題名や歌詞に登場する楽曲
- 「ドミノ倒し」を知ってますか - 大塚博堂
- ドミノ倒しの夏 - 鳥越マリ
- Kiss To Domino - GREAT3
- ドミノ - 山崎まさよし
- ドミノ トップリング - ザ・コレクターズ
- スワン - フジファブリック
- どんぐり通信 - さだまさし
- NO WAR in the future - 日向坂46

## ドミノ移植
医療において、複数の患者間での臓器移植をドミノ倒しになぞらえてドミノ移植と称することがある。
例えば、ドナーAの心肺を患者Bに移植し、患者Bは肺のみに問題があるので健康な心臓は心臓に問題がある患者Cに移植し、患者Cの心臓本体は使えないが大動脈弁は使えるのでそれを患者Dに移植する、などによりドナーの臓器を無駄のないように利用する。

## その他
- 高等学校などにおいて数学的帰納法の説明の際、ドミノ倒しを用いた説明が用いられることが多い。
- 非破壊検査の企業テレビCMでは、ドミノ倒しを用いた演出で有名である。